# Huracán Henri
El huracán Henri fue un huracán mínimo que se convirtió en el primer ciclón tropical que tocó tierra en el estado norteamericano de Rhode Island desde el huracán Bob en 1991. La octava tormenta nombrada y el tercer huracán de la temporada de huracanes del Atlántico de 2021, Henri se originó en un sistema de baja presión bien definido al noreste de las Bermudas el 15 de agosto como depresión tropical. Casi un día después, el sistema se fortaleció y se convirtió en la tormenta tropical Henri. Henri continuó moviéndose lentamente hacia el sur y luego hacia el suroeste. Henri continuó fortaleciéndose constantemente, alcanzando su intensidad máxima inicial con vientos de 110 km/h (70 mph) y una presión de 994 mbar a principios del 19 de agosto. Poco después, una fuerte cizalladura del viento debilitó ligeramente a Henri. Eventualmente, Henri se fortaleció hasta convertirse en un huracán de categoría 1, antes de debilitarse de nuevo a tormenta tropical y tocar tierra en Westerly, Rhode Island, el 22 de agosto con vientos de 95 km/h (60 mph). Procedió a moverse hacia el oeste-noroeste, debilitándose hasta convertirse en una depresión tropical, mientras que luego se ralentizó mucho más tarde ese día. El 23 de agosto, Henri degeneró en un remanente bajo
A pesar de su intensidad relativamente débil, la tormenta trajo lluvias muy fuertes sobre el noreste de Estados Unidos y Nueva Inglaterra, causando inundaciones generalizadas en muchas áreas, incluidas ciudades como Nueva York y Boston. Los cortes de energía rápidamente se volvieron extensos en la región. Después de Henri, se establecieron muchas tripulaciones de todo Estados Unidos para ayudar con los esfuerzos de recuperación y rescates. La tormenta causó menos daños en general de lo que se temía inicialmente, debido a una caída a tierra más débil y una tendencia de debilitamiento más rápida en comparación con lo que se pronosticó anteriormente. Henri continuó trayendo grandes cantidades de lluvia mientras se debilitaba sobre la tierra, lo que prolongaba las inundaciones y los cortes de energía. Se atribuyeron 2 muertes a la tormenta en Estados Unidos y alrededor de $700 millones en daños.

## Historia meteorológica

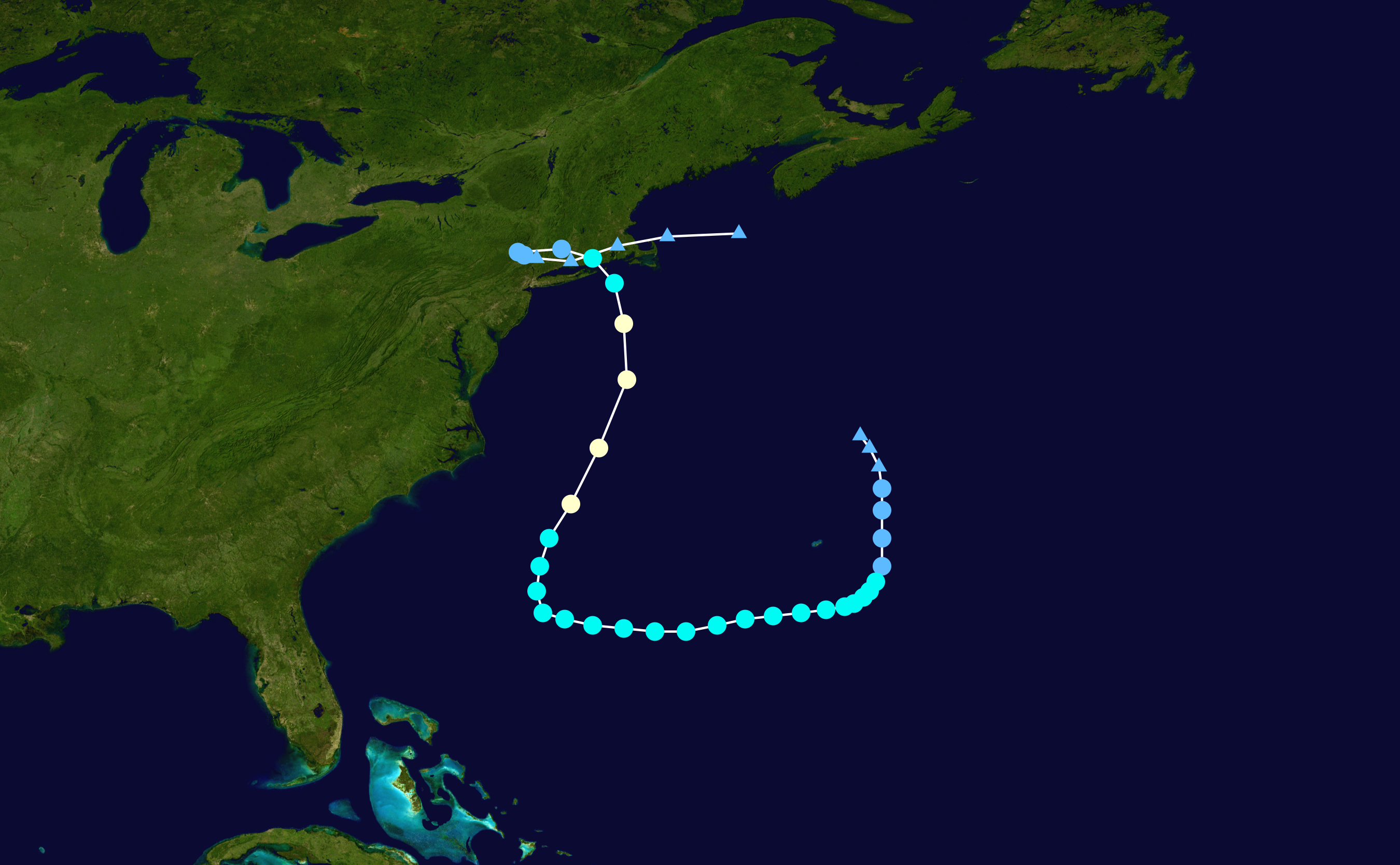
Mapa que traza la trayectoria y la intensidad de la tormenta, de acuerdo con la escala de huracanes de Saffir-Simpson

El 14 de agosto, se formó una pequeña área de baja presión a más de 320 km al noreste de las Bermudas, con convección y tormentas eléctricas desorganizadas. Ese día, el Centro Nacional de Huracanes (NHC) mencionó por primera vez el sistema meteorológico como un área de potencial ciclogénesis tropical, a medida que la baja se desplazaba hacia el sur. Las tormentas eléctricas se organizaron más el 15 de agosto. Temprano el 16 de agosto, el NHC clasificó el sistema como Depresión Tropical Ocho, ubicado a unas 135 millas (230 km) al este-noreste de Bermuda. Las temperaturas cálidas del agua, favorables para el desarrollo del sistema, fueron contrarrestadas por la cizalladura del viento del norte. La depresión naciente se movió lentamente hacia el suroeste, rodeando una cresta frente a la costa del este de Estados Unidos. Más tarde ese día, la depresión se intensificó hasta convertirse en la tormenta tropical Henri, según la intensidad de la convección profunda cerca del centro.
Para el 17 de agosto, Henri se estaba moviendo hacia el oeste, hacia el este de Estados Unidos. Su convección se convirtió en bandas de lluvia curvas, y un rasgo ocular era evidente en la tormenta en el radar de las Bermudas; sin embargo, todavía estaba afectado por la cizalladura del viento en ese momento. El cizallamiento y el aire seco causaron que la estructura de la tormenta se deteriorara el 19 de agosto. El 20 de agosto, Henri giró hacia el norte, guiado por una vaguada que se acercaba sobre los Apalaches y una cresta de construcción al noreste de la tormenta. El 21 de agosto, a las 15:00 UTC, Henri se convirtió en un huracán después de que un avión de reconocimiento encontrara vientos con fuerza de huracán. Mantendría la intensidad del huracán antes de debilitarse de nuevo a una tormenta tropical de alto nivel a las 11:00 UTC del 22 de agosto cuando se acercó al sur de Nueva Inglaterra. La tormenta tocó tierra el 22 de agosto, cerca de Westerly, Rhode Island alrededor de las 16:15 UTC, con vientos máximos sostenidos de 95 km/h (60 mph). La tormenta se debilitó rápidamente después de tocar tierra, debilitándose en una depresión tropical temprano al día siguiente, antes de convertirse en postropical más tarde ese mismo día. Los restos de Henri persistieron durante un día más, antes de disiparse frente a la costa de Nueva Escocia.

## Preparaciones

### Bermuda

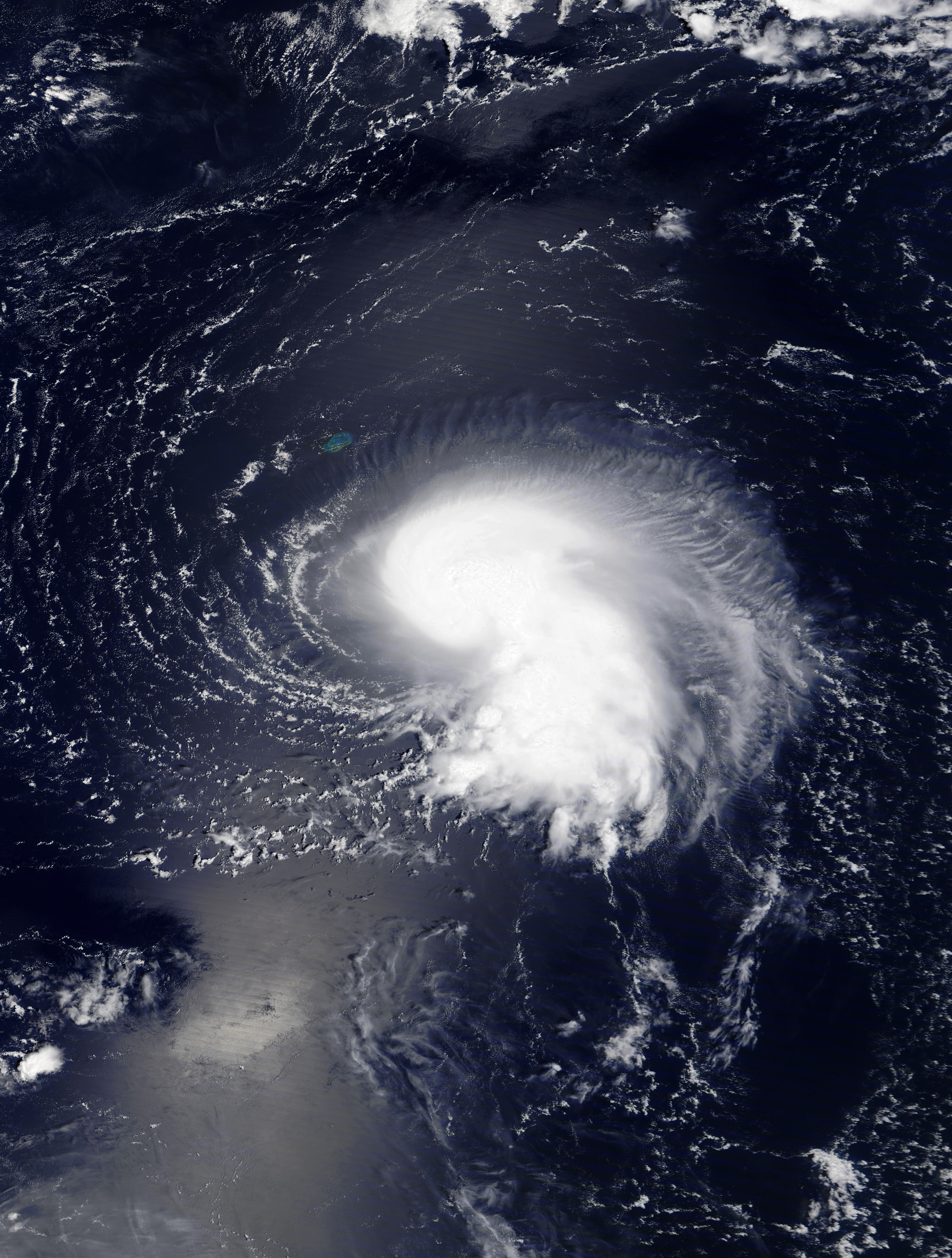
La tormenta tropical Henri al sureste de las Bermudas el 17 de agosto de 2021

A las 03:00 UTC del 16 de agosto, cuando se designó la Depresión Tropical Ocho, el Servicio Meteorológico de Bermudas emitió una alerta de tormenta tropical ya que las condiciones de tormenta tropical eran posibles. La vigilancia aún estaba en vigor ya que la depresión se convirtió en tormenta tropical.  Cuando Henri comenzó a alejarse de las Bermudas, el Servicio Meteorológico de Bermudas suspendió la vigilancia de tormentas tropicales en el territorio.

### Estados Unidos
El gobernador de Massachusetts, Charlie Baker, celebró una conferencia de prensa el 20 de agosto. Activó a 1.000 miembros de la Guardia Nacional de Massachusetts para ayudar con los rescates acuáticos. En Newport, Rhode Island, se cerró una playa y una carretera. Se ordenó a las cuadrillas de servicios públicos que estuvieran en espera para responder a los árboles caídos. El Departamento de Energía y Protección Ambiental de Connecticut ordenó el cierre de los campamentos en el estado del 21 al 23 de agosto.
El 20 de agosto, el gobernador Ned Lamont de Connecticut declaró el estado de emergencia antes de la llegada de la tormenta. Se ordenaron evacuaciones obligatorias en varias comunidades. La marejada ciclónica, las inundaciones repentinas y los fuertes vientos generalizados en una gran área fueron de suma preocupación antes de la llegada de Henri. Cientos de vuelos se retrasaron o cancelaron en los principales aeropuertos de La Guardia, John F. Kennedy, Logan y Newark. El transporte público, incluidos los ferries y los transbordadores, también se suspendió en estas regiones. Se recordó a los residentes del interior que ellos también podrían verse afectados por las comunidades costeras. Se prohibió la conducción de remolques de tractor en Interestatal 95 en Connecticut a las 15:00 UTC del 22 de agosto. Se abrieron refugios alrededor de Nueva Inglaterra. En Massachusetts, las barreras contra tormentas en el exterior se cerraron para protegerse de posibles inundaciones. Se esperaba que Henri se mudara a un puesto en la frontera entre Connecticut y Nueva York, lo que agravaría las inundaciones en las áreas.
El gobernador de Nueva Jersey, Phil Murphy, instó a la gente a quedarse en casa durante la tormenta y que estén atentos a las inundaciones y las líneas eléctricas. Hizo comparaciones con el Huracán Sandy de 2012, que destruyó la costa del estado, y agradeció que Henri no fuera tan malo como podría haber sido. Su mayor preocupación eran las inundaciones en el estado. El presidente Joe Biden desplegó a FEMA para ayudar en los esfuerzos de preparación para los daños de Henri el 22 de agosto. También habló con los gobernadores de Connecticut, Rhode Island y Nueva York, advirtiendo sobre el daño que podría causar la tormenta. El NHC colocó a la mayor parte del noreste bajo riesgo de inundaciones desde el 22 de agosto hasta principios del 24 de agosto, advirtiendo de fuertes inundaciones en Poconos, el norte de Nueva Jersey, la ciudad de Nueva York, Catskills, Connecticut y el oeste de Massachusetts. Se esperaba que toda la zona de riesgo viera de 3 a 6 pulgadas de lluvia, con totales aislados de dos dígitos.  Las alertas de inundaciones repentinas todavía estaban en su lugar mientras Henri desaceleraba sobre Nueva Inglaterra.

## Impacto

### Estados Unidos

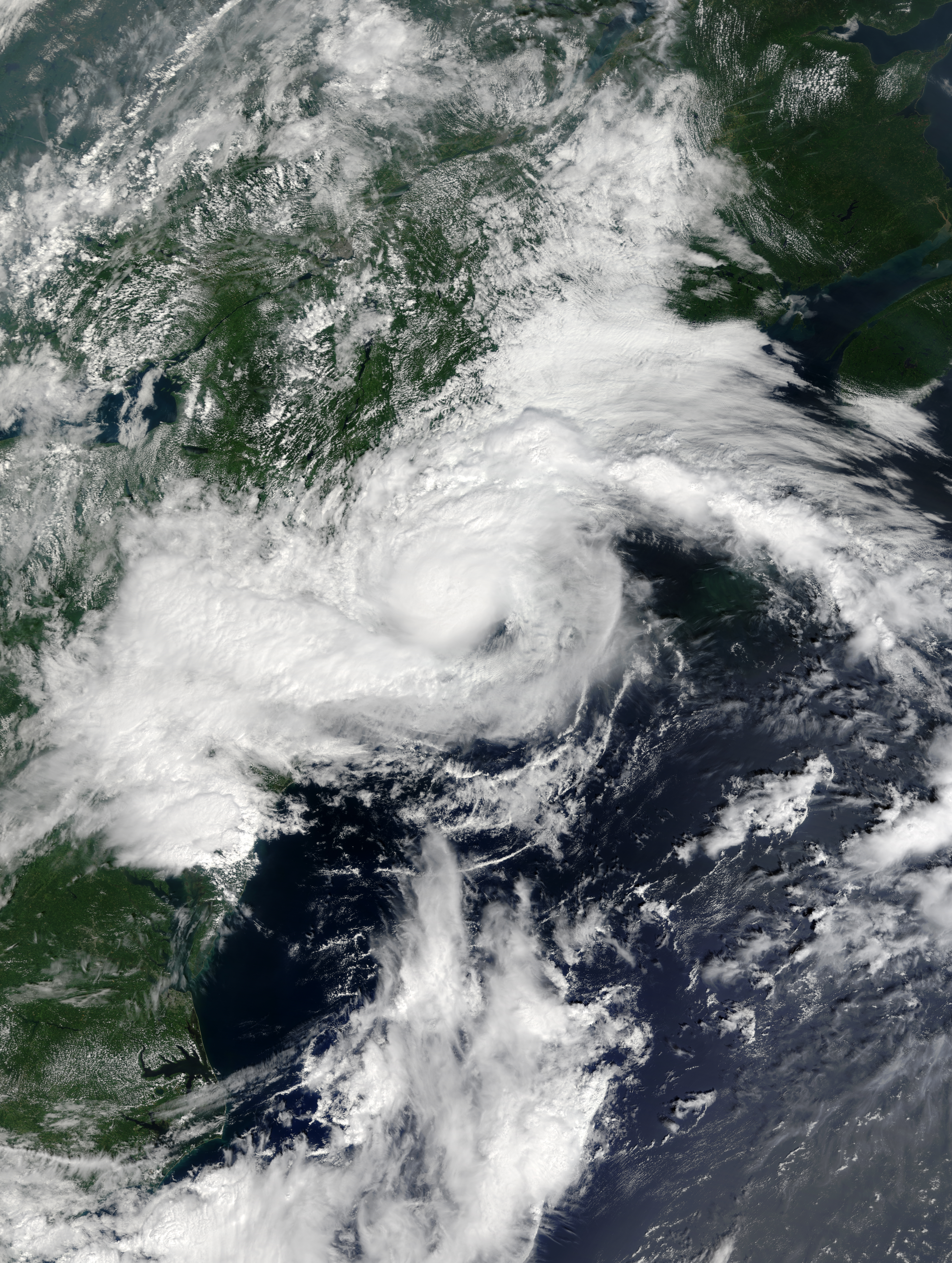
La tormenta tropical Henri tocó tierra en Rhode Island el 22 de agosto de 2021

Los cortes de energía fueron generalizados en la mayor parte de Nueva Inglaterra debido a los impactos de Henri. Al menos 140.000 casas experimentaron cortes en Nueva Jersey hasta Maine. Las condiciones se deterioraron rápidamente la mañana que Henri tocó tierra, y algunas áreas pasaron de un clima tranquilo a condiciones de tormenta tropical en poco más de media hora. En la mañana del 23 de agosto, más de 60.000 seguían sin electricidad. Henri se había debilitado más rápido en tierra de lo que se esperaba inicialmente, disminuyendo los impactos generales. Karen Clark & Co. estimó las pérdidas aseguradas en todo el noreste en 155 millones de dólares.

#### Nueva York
Las precipitaciones récord de 49 mm (1,94 pulgadas) cayeron en solo una hora en Central Park, la hora más lluviosa registrada en la ciudad de Nueva York. El récord de lluvias por hora fue el más húmedo en 150 años, y los conductores de Brooklyn abandonaron sus autos después de que una inundación que les llegara a la cintura inundó sus vehículos. 4,45 pulgadas (113 mm) cayeron en total durante el 21 de agosto, el total más alto en un día para la ciudad (desde 2014), mientras que el total de 7,01 pulgadas (178 mm) fue el más alto desde Irene en 2011. 
Great Gull Island registró una ráfaga de viento de 72 mph (116 km / h). Tuxedo Park recolectó 5 pulgadas, Henricks con 6 pulgadas (150 mm) y Nyack asignó 3,6 pulgadas (91 mm). Partes de Staten Island tuvieron una caída de poco más de 4 pulgadas (100 mm). Los cortes de energía disminuyeron considerablemente el 23 de agosto, con 71 en el Condado de Ulster y 9 en el Condado de Dutchess. En general, unos pocos miles de personas se quedaron sin electricidad en varios puntos durante el 21 y 22 de agosto. Las autoridades informaron que no hay carreteras inundadas en Dutchess, aunque hubo algunos árboles caídos. Ulster no había informado de grandes inundaciones. Bronx River Parkway estuvo cerrada durante dos días.
Las lluvias de Henri, junto con un julio por encima del promedio en lluvias, han hecho de 2021 el segundo verano más húmedo en la ciudad de Nueva York; con 23,36 pulgadas (593 mm) en total (el 23 de agosto). Casi 2 meses de lluvia cayeron en un día y medio en Central Park. El sistema de alcantarillado pluvial de la ciudad, que solo puede manejar alrededor de 3.800 millones de galones estadounidenses (14.000 millones de litros) al día, recibió más de 42.000 millones de galones estadounidenses (160.000 millones de litros) de Henri del 21 al 22 de agosto. Los videos tomados en el sistema de metro mostraron que la lluvia caía a cántaros, sin embargo, esto provocó pocas interrupciones en el servicio.

#### Rhode Island

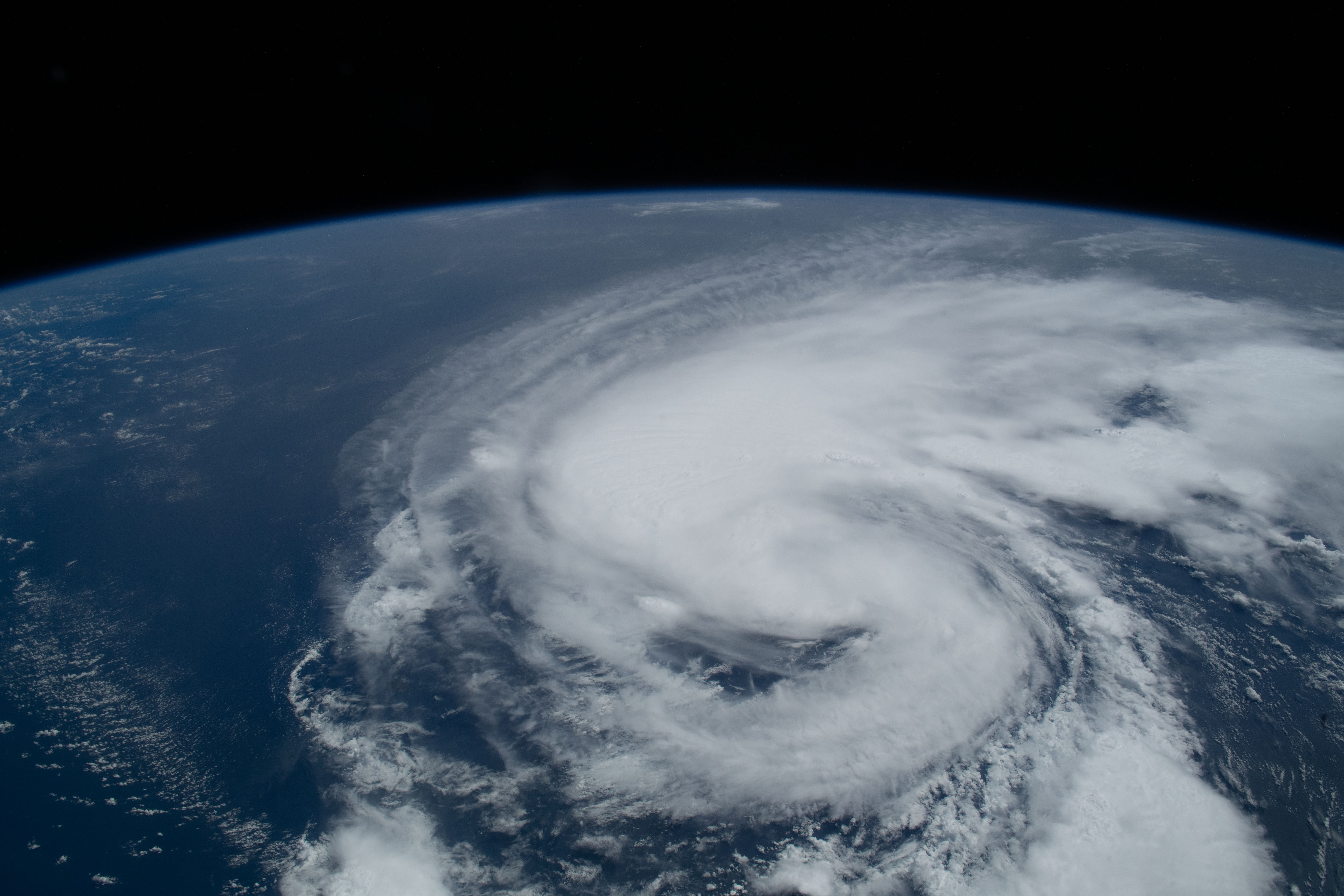
El Huracán Henri visto desde la Estación Espacial Internacional.

En la mañana del 22 de agosto, más de 58.000 personas se quedaron sin electricidad en Rhode Island, y los cortes de energía fueron particularmente generalizados en el Condado de Washington. Las ráfagas de viento alcanzaron más de 110 km/h (70 mph). Los árboles y las líneas eléctricas fueron derribados por la tormenta. Newport se salvó de lo peor de la tormenta. Un velero de 30 pies (9,1 m) llamado Paws llegó a la costa de la ciudad, sin embargo, no se encontró a su dueño. Casi 41.000 personas seguían sin electricidad la mañana del 23 de agosto. 75% de la ciudad de South Kingstown se quedó sin energía el 22 de agosto. Se estima que el estado se habría visto afectado entre un 15% y un 20% más en cortes de energía que Massachusetts y Connecticut. Según el meteorólogo Philip Klotzbach, Henri fue la primera tormenta con nombre que tocó tierra en Rhode Island desde el Huracán Bob en 1991. 

#### Nueva Jersey
En Nueva Jersey, cayeron más de 8 pulgadas (200 mm) de lluvia en la ciudad de Cranbury. Hasta 14 pulgadas (360 mm) de lluvia cayeron en Concordia antes de que Henri tocara tierra en Rhode Island, causando inundaciones repentinas muy significativas. También cayeron hasta 9 pulgadas de lluvia en el estado, lo que provocó fuertes inundaciones en varias áreas. Numerosas carreteras fueron cerradas en Middlesex, con vehículos sumergidos en las inundaciones. Las casas se inundaron con hasta 3 pies (0,91 metros) de agua en Cranbury, y algunas residencias y negocios se inundaron en Milltown. A primeras horas de la tarde del 22 de agosto, más de 4.500 personas se reportaron sin electricidad en el estado. 3.800 seguían sin electricidad el 23 de agosto.
Henri dejó caer 7,84 pulgadas (199 mm) de lluvia en Ringwood, 6,94 pulgadas (176 mm) en Harrison y 5,65 pulgadas (144 mm) en Ship Bottom. Phil Murphy dijo que "una parte del estado fue aplastada". Las casas en Rossmoor se inundaron de agua de la inundación, algunas de hasta 2 pies (61 cm) de agua. Spotswood había sufrido daños estructurales extensos, incluidas partes que estaban completamente sumergidas en agua, como señaló el jefe de policía de la ciudad. Más de la mitad de las 73 casas de Helmetta sufrieron daños notables por inundaciones. Hoboken y Jersey City ambos vieron grandes cantidades de inundaciones. El primero vio caer 2.43 pulgadas (62 mm) en 14 horas, con un total de 4.07 pulgadas (103 mm). La lluvia fue la más registrada en una sola tormenta desde 2016. Esta última experimentó inundaciones en toda la ciudad, con un incidente particularmente importante cerca de Bayside Park. Allí, las lluvias sostenidas provocaron el colapso de una línea de alcantarillado de 1,27 m (50 pulgadas). Se cerraron muchas carreteras alrededor del área, aunque solo una estuvo cerrada durante todo el fin de semana. Se abrió un agujero en el fregadero en Merseles Street.
Más de 6,5 pulgadas (170 mm) de lluvia cayeron en Ship Bottom, donde se experimentaron aún más inundaciones. Las áreas al norte de Brant Beach en Long Beach Township, hasta Barnegat Light, recibieron de 4 a 7 pulgadas (100 a 180 mm) de lluvia, en comparación con el promedio de 2 a 4 pulgadas (51 a 102 mm).

#### Connecticut
El suelo saturado de los restos de Fred solo unos días antes de la llegada de Henri empeoró la situación de las inundaciones en el estado cuando pasó la tormenta. 7.600 personas se quedaron sin electricidad en la mañana del 22 de agosto. Se informó que se derribaron árboles y cables. Cuatro hogares de ancianos fueron evacuados cuando Henri tocó tierra. Más de 248 se vieron afectados en las ciudades de Old Saybrook, Mystic, Guilford y West Haven. Aproximadamente 9.000 de los clientes de Eversource Energy no tenían electricidad. La ciudad de Canterbury informó una pérdida de energía para el 95% de sus negocios y residencias. Una carretera en Manchester se derrumbó debido a la saturación de las lluvias.
Los totales de lluvia para el estado fueron mucho menores de lo previsto inicialmente. New London recibió la mayor cantidad, donde cayeron 3,7 pulgadas (94 mm). 1,56 pulgadas (40 mm) cayeron en Danbury, 1,54 pulgadas (39 mm) en Shelton, 1,17 pulgadas (30 mm) en Norwalk, 1,08 pulgadas (27 mm) en Westport y 1 pulgada (25,4 mm) en Greenwich. En Pawcaruck, un árbol cayó sobre el techo de una casa, dañando el techo y derribando la cabeza de una chimenea. 30 autos en un estacionamiento quedaron atrapados debido a las inundaciones. La campaña de donaciones para los esfuerzos de regreso a la escuela Hartford se vio obstaculizada, ya que se retrasó la entrega de 500 mochilas. 100 de estos se arruinaron debido a los daños causados por el agua.
Botticello Farm en Manchester había sufrido daños en los cultivos de sus plantas de tabaco, así como en su maíz. En general, Henri se sumó a la lucha de la agricultura en el verano de 2021 debido a las lluvias excesivas. La biblioteca de New Canaan había sufrido daños mínimos.

#### Massachusetts
Se registraron ráfagas de viento que variaban de 40 a 60 millas por hora (64 a 97 km/h). En Oxford, un gran árbol fue arrancado de raíz y cayó sobre una casa y la dañó. Las personas que vivían dentro de la casa sobrevivieron. El árbol se cayó en parte debido a los suelos saturados de los restos de la Tormenta tropical Fred, varios días antes. Una casa de 300 años resultó dañada por la caída de un árbol. Algunos otros árboles cayeron sobre automóviles y bloquearon carreteras.
Tres tornados EF0 causaron daños menores en Marlborough, Stow y Bolton. Uno aterrizó al oeste de la Interestatal 495 cerca de la Planta de Tratamiento de Agua John J. Carroll y entró en un parque empresarial. Dañó árboles y coches. Otro tornado derribó árboles, y uno de ellos cayó sobre líneas eléctricas. Un tercero aterrizó cerca del Departamento de Policía de Stow.

#### Pensilvania
Se estima que 4.600 personas se quedaron sin electricidad en Pensilvania el 23 de agosto. En el estado, cayeron 6,03 pulgadas en Albrightsville, 5,80 en Gouldsboro, 5,68 en Mount Pocono, 5,54 en Jim Thorpe, 4,86 en Stroudsburg y 4,29 en Thornhurst. Estos totales provocaron inundaciones en áreas locales. Se observaron grandes inundaciones en Dunmore, donde se desbordó una alcantarilla. Los sótanos y estacionamientos cercanos resultaron dañados. Parx Racing se vio obligado a reprogramar los Parx Dash Stakes de Grado III que originalmente estaba programado para el 24 de agosto de 2021 y se trasladó a la semana siguiente debido al estado de la pista de césped.

#### En otras partes
Dos miembros de una familia se ahogaron cerca de un muelle en Oak Island, Carolina del Norte, luego de quedar atrapados en las fuertes corrientes de resaca producidas como resultado de Henri.
Los estados tan lejanos como Maine sufrieron inundaciones debido al gran tamaño y al lento movimiento de Henri. Hubo cientos de cortes de energía en el estado, sin embargo, los números de cortes fueron mucho más bajos en Vermont y Nuevo Hampshire.